# El imperio de los lobos
El imperio de los lobos (título original en francés: L´empire des loups) es una película francesa dirigida por Chris Nahon en 2005, y protagonizada por Jean Reno, Laura Morante, Philippe Bas, Arly Jover, Jocelyn Quivrin, David Kammenos, Didier Sauvegrain, Patrick Floersheim, Etienne Chicot.

## Sinopsis
Anna Heymes es la esposa de un alto funcionario del Ministerio de Interior. Su vida trascurre con normalidad, pero desde hace un mes sufre alucinaciones terroríficas y crisis de amnesia. Su enfermedad le hace olvidar el rostro de su marido e incluso poner en duda su honradez. Mientras tanto, al otro lado de la ciudad, un capitán de policía, Paul Nertheaux, se encarga de la investigación de un triple asesinato de unas mujeres turcas que trabajaban en un taller clandestino y cuyos cuerpos han sido mutilados. A Paul no le queda más remedio que infiltrarse en la comunidad turca y para ello, acude a Jean-Louis-Schiffer, un antiguo colega, un expolicía corrupto y de métodos violentos.

## Comentario
Un faraónico rodaje en Capadocia (Turquía), junto a las fronteras con Irán e Irak, cargó de exotismo e historia a "El imperio de los lobos", dirigida por el francés Chris Nahon (El beso del dragón) y basada en la novela homónima del periodista Jean-Christophe Grangé que también colabora en la película adaptando el guion. El popular actor Jean Reno (Los ríos de color púrpura, El gran azul), encabeza un reparto semidesconocido que completan Arly Jover (Blade), Jocelyn Quivrin (Elizabeth), Laura Morante (La habitación del hijo) y Philippe Bas (Te quiero).